# 贤台乡
贤台乡，是中华人民共和国河北省保定市满城区下辖的一个乡镇级行政单位。

## 行政区划
贤台乡下辖以下地区：
西南韩村、中南韩村、东南韩村、水北庄村、杨庄村、小营村、西贤台村、东贤台村、中贤台村、留马村、小东庄村、大辛庄村、小辛庄村、大次韩村、小次韩村、西庄村、东庄村、东庄店村、大石桥村、北于庄村和河南庄村。